# Nun
 Ovo je glavno značenje pojma Nun. Za druga značenja pogledajte Nun (razdvojba).
Nun (נון) je 14. slovo hebrejskog pisma i ima brojčanu vrijednosti od 50.  Ako je slovo na kraju riječi onda se Nun piše u drugom obliku. Ponekad se taj oblik koristi za broj 700. Riječ Nun također znači riba.

## Povijest
Hebrejsko slovo Nun ima istu povijesnu pozadinu kao i fenički Nun, iz kojeg je nastalo grčki Ni, arapski Nun i latinsko slovo N. 

## Primjeri
- נח Noa
- נעמי Naomi ("ugodna, mila")
- נתן Natan ("Dar")

## Šifra znaka
|                         | Unikod | Unikod                  | HTML     | HTML | izgled ovisi o pregledniku | poveznice (engl.)                |
| k. točka                | naziv  | kod                     | entitet  |      | izgled ovisi o pregledniku | poveznice (engl.)                |
| ----------------------- | ------ | ----------------------- | -------- | ---- | -------------------------- | -------------------------------- |
| slovo נ                 | U+05e0 | HEBREW LETTER NUN       | &#x05e0; | nema | נ                          | detaljni podaci test preglednika |
| slovo na kraju riječi ן | U+05df | HEBREW LETTER FINAL NUN | &#x05df; | nema | ן                          | detaljni podaci test preglednika |

U standardu ISO 8859-8 simbol ima kod 0xf0 tj. Oxef.